# سنجاب طنابی بانو برتون
سنجاب طنابی بانو برتون (نام علمی: Funisciurus isabella) نام یک گونه از سرده سنجاب نواری آفریقایی است.